# Ubba
Ubba, Hubba ou Ubbe est un Viking actif en Angleterre dans la deuxième moitié du IXe siècle.

## Carrière
Ubba est décrit comme dux des Frisons dans les Annales Lindisfarnenses et Dunelmenses et dans la Historia de sancto Cuthberto. Ces deux textes, qui datent des XIe et XIIe siècles, rapportent que Ubbe se trouve à la tête de la Grande Armée qui écrase les rois de Northumbrie Ælle et Osberht en 867. La Historia regum attribue la conquête de la Northumbrie à trois chefs nommés Ivar, Halfdan et Ubba.
Après sa victoire, la Grande Armée se dirige vers le sud et l'Est-Anglie. Ce royaume est conquis en 869 par les Vikings et son roi Edmond trouve la mort. Si les plus anciennes versions de la Chronique anglo-saxonne rapportent qu'il est tué au combat, une légende hagiographique se développe rapidement selon laquelle il aurait été martyrisé par les Vikings païens. Vers la fin du Xe siècle, le moine franc Abbon de Fleury rédige une Passio sancti Eadmundi qui est le plus ancien texte connu à mentionner Ubba. D'après lui, Ubba reste en Northumbrie pendant que Ivar entreprend la conquête de l'Est-Anglie. En revanche, les sources ultérieures, à commencer par le manuscrit F de la Chronique anglo-saxonne, placent bien Ubba aux côtés d'Ivar en 869 et font des deux hommes les responsables du martyre d'Edmond.
Ivar et Ubba apparaissent également dans les hagiographies des saintes Æbbe de Coldingham, en Northumbrie, et Osgyth de St Osyth, dans l'Essex, comme les chefs des armées qui pillent leurs monastères respectifs et entraînent leurs morts. L'historicité de ces récits est douteuse aux yeux des historiens modernes : Osgyth est censée avoir vécu au VIIe siècle, longtemps avant le premier raid viking en Angleterre, et l'histoire d'Æbbe n'est mentionnée dans aucun texte antérieur au XIIIe siècle.
La Chronique anglo-saxonne rapporte qu'en 878, une flotte viking venue du Dyfed débarque dans le Devon, où elle est battue par les Anglais à la bataille de Cynuit. Le chef des Vikings y est seulement décrit comme étant le frère d'Ivar et de Halfdan, mais cet individu est identifié à Ubba par l'Estoire des Engleis, une chronique du XIIe siècle. Ce même texte précise qu'Ubba trouve la mort en un lieu appelé « bois de Pene » (peut-être Penselwood) et qu'il est enterré dans le Devon, à Ubbelawe, « le tumulus d'Ubbe ».

## Famille
La Passio sancti Eadmundi n'indique pas que Ubba et Ivar sont apparentés. Ubba ne commence à être décrit comme l'un des fils de Ragnar Lodbrok que dans des sources tardives, la plus ancienne (les Annales de St Neots) ne remontant qu'au XIe ou XIIe siècle. La Geste des Danois de Saxo Grammaticus (vers 1200) fait d'Ubbe le fils de Ragnar et de la fille d'un certain Hesbern. Saxo indique qu'il se révolte contre son père à l'instigation de Hesbern, mais ne fait aucune mention de sa carrière en Angleterre.

## Culture populaire
Ubba apparaît dans la série télévisée Vikings, où il est incarné par Jordan Patrick Smith. Il y est présenté comme un fils de Ragnar Lodbrok. Dans la série The Last Kingdom, c'est un chef danois venant prendre le contrôle de l'Angleterre qui est joué par Rune Temte. Ubba est également un personnage du jeu vidéo Assassin's Creed Valhalla, dans lequel le joueur l'aide, lui et son frère Ivar, à détrôner le roi de Mercie Burgred au profit de Ceowulf II.

### Sources primaires
- Saxo Grammaticus (trad. Jean-Pierre Troadec), La Geste des Danois, Gallimard, coll. « L'aube des peuples », 1995 (ISBN 9782070729036).
- (en) Michael Swanton (trad.), The Anglo-Saxon Chronicle, Routledge, 1996 (ISBN 0-415-92129-5).

### Sources secondaires
- (en) Richard Abels, Alfred the Great : War, Kingship and Culture in Anglo-Saxon England, Oxford & New York, Routledge, 2013 (1re éd. 1998) (ISBN 978-0-582-04047-2).